# Demeters och Persefones helgedom i Kyrene
Demeters och Persefones helgedom i Kyrene var ett tempel i den antika grekiska kolonin Kyrene i Libyen, tillägnad Demeter och Persefone. 
Templet grundades på 600-talet f.Kr. Det var kultplats för thesmoforiahögtiden i århundraden in i romarrikets tid. År 262 e. Kr. skadades dock helgedomen i en jordbävning och tycks inte ha återhämtat sig. Det har varit föremål för omfattande utgrävningar från 1973.  